# Mexx
Mexx是一家1986成立于荷兰的国际时尚公司，总部位于荷兰阿姆斯特丹，产品面向男性和女性，以及儿童。主要产品包括衣服，配件，香水，鞋，眼镜，皮包，床上及沐浴用品。在超过65个国家拥有自己的店铺和超过3000名员工。
2001年，Mexx被美国时尚集团公司Liz Claiborne以2.64亿美元的价格收购。Mexx拥有10000个销售点，1100家店铺和超过500家零售和合作伙伴商店。在55个国家、超过3000名的员工保证了对世界潮流持续的影响力。

## 公司历史
1986年  品牌创立
Mexx品牌由男士流行品牌Moustache(胡须)，女士品牌Emmauelle和两个吻（XX）组成。
1990年 Mexx Kids
Mexx开启一条针对2至8岁儿童的时尚生产线。
1992年 Mexx Mini
授权产品如香水，鞋，眼镜，皮包，床上和沐浴用品将Mexx转变为一个生活时尚品牌。
1997年 Babymexx
Mexx开辟适合新生婴儿的市场。
1999年 www.mexx.com & Mexx Connect
在开启自己的顾客忠诚度项目MEXX Connect之后，Mexx迅速上线。
2001年 Liz Claibome Inc.
公司成为Liz Claibome全球公司体系的一部分，同一年，Mexx增加了在家购物页面——Mexx E-shop.
2010年 重新构架
新的紫罗兰色Logo，新的公司标识，新的品牌战略——Mexx向前迈出了令人信服一步并用休闲都市的形象创造了不会错误的新风格。